# Rue Paul Wemaere
Pour les articles homonymes, voir Wemaere.
La rue Paul Wemaere (en néerlandais: Paul Wemaerestraat) est une rue bruxelloise de la commune de Woluwe-Saint-Pierre qui va du carrefour de la rue René Declercq, de la rue Louis Titeca et de la rue Jean Wellens à l'avenue de Tervueren.
Il s'agit d'une rue à sens unique, accessible uniquement en direction de l'avenue de Tervueren.

## Historique et description
La rue porte le nom d'un soldat volontaire de guerre milice 1915 domicilié à Woluwe-Saint-Pierre, né le 27 novembre 1891 et mort de maladie à Calais le 6 octobre 1918.

## Situation et accès

### Transport en commun
- arrêt Chien Vert du bus 36 (STIB)
- arrêt Chien Vert du tram 39 (STIB)
- arrêt Chien Vert du tram 44 (STIB)

## Inventaire régional des biens remarquables
- Rue Paul Wemaere – Inventaire du patrimoine architectural de la Région de Bruxelles-Capitale